# Rivière Saint-Onge (rivière Péribonka)
Pour les articles homonymes, voir Saint-Onge et Rivière Saint-Onge.
La rivière Saint-Onge est un affluent de la rivière Péribonka, coulant dans le territoire non organisé de Passes-Dangereuses, dans la municipalité régionale de comté (MRC) de Maria-Chapdelaine, dans la région administrative de Saguenay–Lac-Saint-Jean, dans la province de Québec, au Canada.
Le bassin versant de la rivière Saint-Onge est desservi par la route forestière R0250 qui remonte la vallée de la rivière Alex, du lac Étienniche et de la rivière des Prairies pour rejoindre au Nord le lac Grenier, la rivière Brodeuse et la rivière Saint-Onge en passant du côté Ouest du lac Péribonka. La R0250 rejoint la R0278 laquelle longe la partie supérieure de cette dernière rivière. Quelques routes secondaires desservent la zone pour les besoins de la foresterie et des activités récréotouristiques,,.
La foresterie constitue la principale activité économique du secteur ; les activités récréotouristiques, en second.
La surface de la rivière Saint-Onge est habituellement gelée de la fin novembre au début avril, toutefois la circulation sécuritaire sur la glace se fait généralement de la mi-décembre à la fin mars.

## Géographie
Les principaux bassins versants voisins de la rivière Saint-Onge sont :
- côté nord : lac Onistagane, Petit lac Onistagane, lac Piraube, rivière Péribonka ;
- côté est : rivière Péribonka, rivière Cocoumenen, rivière à la Carpe ;
- côté sud : rivière Péribonka, lac Péribonka, rivière de l'Épinette Rouge, lac de l'Épinette Rouge ;
- côté ouest : lac Piraube, lac Maupertuis, rivière Mistassibi Nord-Est[2].

La rivière Saint-Onge prend sa source à l'embouchure du lac du Petit lac Onistagane (altitude : 614 m) dans le territoire non organisé de Passes-Dangereuses, soit à :
- 17,8 km au Nord-Est du lac Piraube ;
- 9,2 km à l'Ouest d'une courbe du cours de la rivière Péribonka ;
- 17,9 km au Nord-Ouest de l'embouchure de la rivière Saint-Onge (confluence avec la rivière Péribonka) ;
- 76,5 km au Nord-Ouest du barrage à l'embouchure du lac Péribonka ;
- 84,8 km au Nord-Ouest du centre du village de Chute-des-Passes[2],[5].

À partir de sa source, la rivière Saint-Onge coule sur environ 34 km sur un dénivelé de 179 m entièrement en zone forestière, selon les segments suivants :
Cours supérieur de la rivière Saint-Onge (segment de 11,9 m)
- 5,7 m vers le Sud-Ouest, notamment en traversant sur 3,2 km le Petit lac Onistagane (longueur : 3,8 km ; altitude : 614 m), puis sur 1,6 km un second lac (longueur : 1,7 km ; altitude : 614 m) qui est connexe au premier, jusqu'à son embouchure ;
- 5,4 m vers le Sud-Ouest jusqu'à la rive Est d'un lac non identifié ;
- 0,8 m vers le Sud en traversant un lac non identifié (longueur : 2,4 km ; altitude : 527 m), jusqu'à son embouchure ;

Cours inférieur de la rivière Saint-Onge (segment de 20,9 m)
- 2,2 m vers le Sud, en traversant un lac non identifié (longueur : 1,7 km formé en quatre parties ; altitude : 526 m) jusqu'à son embouchure ;
- 2,1 m vers le Sud-Est, en traversant sur 0,6 km un lac non identifié (longueur : 1,2 km formé en quatre parties ; altitude : 526,7 m) jusqu'à son embouchure. Note : Un ruisseau (venant du Sud-Ouest) s'y déverse en début de segment ;
- 9,4 m vers le Sud-Est, en traversant un élargissement de la rivière et un rétrécissement dans le dernier 0,8 km de ce segment, jusqu'à la décharge (venant du Sud-Ouest) d'un lac non identifié ;
- 2,6 m vers le Sud-Est, en traversant plusieurs rapides et en formant un crochet vers le Nord, jusqu'à la décharge (venant du Sud-Ouest) d'un ruisseau non identifié ;
- 2,4 m vers le Sud-Est en traversant plusieurs rapides et en formant une boucle vers le Nord, jusqu'à la décharge (venant du Nord) d'un lac non identifié ;
- 1,1 km vers l'Est jusqu'à la rive Ouest d'un lac non identifié ;
- 1,1 km vers le Nord (en courbant vers le Nord-Est en fin de segment) en traversant un élargissement de la rivière, jusqu'à son embouchure[2].

La rivière Saint-Onge se déverse sur la rive nord-ouest du lac Péribonka, à :
- 2,0 km à l'Ouest de l'entrée de la baie dans laquelle se déverse la rivière Saint-Onge ;
- 10,3 km au Sud-Ouest de l'embouchure de la rivière Cocoumenen ;
- 20,7 km à l'Est du lac Piraube ;
- 21,3 km au Sud d'une baie du lac Onistagane ;
- 40,6 km au Sud-Ouest d'une baie du lac Manouane ;
- 58,7 km au Nord-Ouest de l'embouchure du lac Péribonka ;
- 103,4 km au Nord-Ouest de l'embouchure de la rivière Manouane ;
- 191,7 km au Nord de l'embouchure de la rivière Péribonka (confluence avec le lac Saint-Jean)[2].

À partir de l'embouchure de la rivière Saint-Onge, le courant descend le cours de la rivière Péribonka sur 259,9 km vers le Sud, traverse le lac Saint-Jean sur 29,3 km vers l'Est, puis emprunte sur 155 km le cours de la rivière Saguenay vers l'Est jusqu'à la hauteur de Tadoussac où il conflue avec le fleuve Saint-Laurent.

## Toponymie
Le toponyme de « rivière Saint-Onge » a été officialisé le 5 décembre 1968 à la Banque des noms de lieux de la Commission de toponymie du Québec.